# 슈퍼맨이었던 사나이
《슈퍼맨이었던 사나이》는 작가 유일한의 단편소설 《슈퍼맨이 된 사나이》를 원작으로 한 2008년 코미디 드라마 영화이다.

## 캐스팅
- 황정민 : 슈퍼맨 역
- 전지현 : 송수정 역
- 진지희 : 희정 / 지영 역
- 김태성 : 봉 역
- 도용구 : 부장 역
- 선우선 : 김 작가 역
- 서영화 : 희정 모 / 슈퍼맨아내 역
- 박용수 : 김 박사 역
- 우기홍 : 하 순경 역
- 박진우 : 담당의 역
- 탁용신 : 사회자 역
- 김재록 : 이소룡 역
- 김바다 : 카메라 도둑 역
- 최우혁 : 어린 슈퍼맨 역
- 방길승 : 슈퍼맨 부 역
- 양승걸 : 택시기사 역
- 박은종 : 가스차기사 역
- 박현영 : 간호사 역
- 김창섭 : 웨이터 배트맨 역
- 김태호 : 웨이터 로빈 역
- 박귀순 : 대머리 악당 역
- 박수현 : 휠체어 장애인 역
- 이동규 : 도로 경찰 역
- 김기석 : 불량슈퍼주니어 역
- 양정현 : 불량슈퍼주니어 역
- 박순영 : 불량슈퍼주니어 역
- 임승혁 : 불량슈퍼주니어 역
- 김가수 : 바바리맨 역
- 손석배 : 은행 날치기 역
- 이재은 : 은행 날치기 아줌마 역
- 최규식 : 아쿠아맨 역
- 강애심 : 적십자 직원 역
- 이상엽 : 수정 남자친구 역
- 이경호 : 주차장 강도 역
- 전수지 : 주차장 여 역
- 서왕석 : 폭력 남 역
- 김보영 : 폭력 여 역
- 임왕섭 : 스턴트맨 역
- 박병렬 : 스턴트 차 운전자 역
- 조상현 : 스파이더맨 꼬마 역
- 양동혁 : 재활환자 역
- 한채련 : 재활환자 역
- 한동배 : 파출소 취객 역
- 고재영 : 파출소 취객 역
- 김건수 : 닭집주인 역
- 강봉성 : 복덕방 주인 역
- 이수진 : 정신병원 간호사 역
- 최현 : 망토환자 역
- 고희진 : 뉴스아나운서 (목소리) 역
- 최아람 : 박 PD 역
- 김한길 : 김촬영 역
- 이정연 : 껌파는 노파 역
- 임임남 : 오프닝 노파 역
- 이의자 : 리어카 노파 역
- 홍희자 : 횡단보도 노파 역
- 박경순 : 지하철 계단 노파 역
- 이영미 : 자폐아 모 역
- 박현우 : 자폐아 역
- 권정민 : 은행경비 역
- 유주영 : 운동장 꼬마 역
- 은영선 : 나레이션 역
- 조희봉 : 녹음기사 역 (특별출연)
- 박혜진 : 아파트 노파 역 (특별출연)